# Сензомоторан
Сензомоторан је онај који припада неурофизиолошким процесима који укључују (сензорне) моторне путеве. Понашање које садржи две узајамно повезане и међузависне компоненте – сензорну, насталу дражењем чула, и моторну активност ефектора.